# Catasticta bithys
Catasticta bithys är en fjärilsart som först beskrevs av Jacob Hübner 1831.  Catasticta bithys ingår i släktet Catasticta och familjen vitfjärilar. Inga underarter finns listade i Catalogue of Life.